# Ahmad Suwajlim
Ahmad Suwajlim Mahmud Muhammad (arab. أحمد سويلم محمود محمد; ur. 2 lutego 1990) – egipski zapaśnik walczący w stylu wolnym. Wicemistrz Afryki w 2011. Mistrz Afryki juniorów w 2009 i 2010 roku.